# Comité de soutien à l'armée et aux industries de défense
Le comité de soutien de l'armée est une association française créée en 1996 par le FN et participant à la volonté du Parti des forces nouvelles de mettre en place des courroies de transmission capables de mobiliser l'ensemble de la « droite nationale » sur des thèmes précis et, entre autres, en apportant son soutien à l'armée.